# ダウド人
ダウド人 (Douwd) は、アメリカのSFテレビドラマ、『スタートレック』シリーズの『新スタートレック』に登場する架空の異星人。登場は第51話『愛しき人の為に』(The Survivors)。演じたのはジョン・アンダーソン。日本語吹替の声優は石森達幸。
ダウド人は、ジャン＝リュック・ピカード艦長指揮下のU.S.S.エンタープライズDが、植民惑星デルタ・ラナ4号星で初めて遭遇した生命体である。惑星連邦とダウド人のコンタクトは、これまでの所この一例のみであり、この生命体に関する情報は少ない。
エンタープライズが遭遇したダウド人は、自らを様々な姿に変身できる不死身の種族だ、と称している。その際には人間の男性の姿をして、「ケビン・オックスブリッジ」と名乗っていた。また、驚異的な創造と破壊の力を有しており、単なる幻影ではなく、実体を持った物質を作り出し、一瞬の内に消し去ることが出来る。その高度な生体構造やパワーから察するに、Qのような高次元の生命体と思われる。

## U.S.S.エンタープライズDが遭遇したダウド人
デルタ・ラナ4号星からの救難信号を受信し、救援に赴いたエンタープライズが眼にしたのは、何者かによって壊滅させられた植民地の変わり果てた姿であった。1万1千人の植民者が居住していたが、生存者は皆無と思われた。ところが奇妙なことに、一区画だけ、全く無傷で緑と家が残っている所があり、そこにはケビンとリションと名乗る植物学者の老夫婦が住んでいた。ケビンの話では、正体不明の巨大な戦艦の攻撃を受けたらしい。
しかし、彼らだけなぜ助かったのか、理由は分からないと言う。建物にも特に異常は見当たらず、ケビンもリションもごく普通の老夫婦であった。その上、危険な状況にもかかわらず、2人は惑星に残ると言い張る。あまりに不自然な状況に、2人が惑星の攻撃に手を貸したのではないか、との疑いもあったが、これと言った確証はなく、2人を強制的に退去させることも出来ないので、しばらく様子をうかがうことにする。
その時、惑星を襲撃したと思しき正体不明の戦艦（ハシュノック人の船）が現れ、エンタープライズを攻撃してきた。しかし、本気で戦う様子はなく、むしろエンタープライズを惑星から追い払おうとしているかのようであった。一方、艦内では、カウンセラー、ディアナ・トロイが謎のオルゴールの音色に精神を乱され、苦しんでいた。
一連の不審な出来事に、老夫婦が何らかの形で関わっていると考えたピカードは、ある仮説を元に行動を開始する。再び現れた正体不明の戦艦にあえて惑星を攻撃させて、老夫婦を見殺しにしたと見せかけ、しばらくしてから再び惑星に戻ったのである。そして監視を続けること数時間、不思議なことに破壊されたはずのケビンの家は何事もなかったかのように復元されていた。
自らの仮説に確信を持ったピカードは、2人を直接エンタープライズに転送して、ケビンを尋問する。実は、生き残ったのは2人ではなく、ケビン1人だった。リションはすでに死亡しており、ケビンが復元させたものだったのである。カウンセラー・トロイを苦しめていたオルゴールの音色は、正体を見破られそうになったケビンが、彼女のテレパシーを妨害するために発していたものだった。
全てを認めたケビンは、トロイを苦しめていたオルゴールの音色を止め、事の真相を語り始める。彼は変幻自在で不死身の種族、ダウド人であり、この銀河で数千年生きていると言う。人間の姿で旅の途中、リションと知り合い、恋に落ちた彼は、正体を明かさないまま結婚した。そして余生を静かに過ごすため、デルタ・ラナ4号星に移住してきた時、凶暴なハシュノック人の攻撃を受け、植民地は全滅、リションもその時命を落としたのである。
怒りに我を忘れたケビンは、ダウド人の恐るべき破壊のパワーで、一瞬の内にハシュノック人を消し去った。しかし、彼が殺害したハシュノック人の数は500億人と言う、想像を絶するものだった。たった1人で一つの種族を絶滅させてしまったのである。この恐るべき事実を隠すため、彼はハシュノック人の戦艦を作り出して、エンタープライズを追い払おうとしたのだった。
このダウド人は非暴力主義者であり、余程のことがなければ破壊のパワーを使おうとしない。ドクター、ビバリー・クラッシャーに、それほどの力があるのなら、なぜ使わなかったのか、と問われた時「君らだって殺そうと思えば手の込んだトリックなど必要なかった。だが、それでは私の主義に反する」と答えており、高潔な信念の持ち主であることがうかがえる。しかし、エンタープライズに対してしたのと同じ手口でハシュノック人を追い払おうとした時には、怒りを煽っただけで失敗していた。結果的に彼の信念が、惑星の壊滅とハシュノック人の絶滅と言う悲劇的な事態を招いてしまったのである。
彼は自分の罪の大きさを自覚し、悔恨の念に打ちひしがれていた。彼の行為を責めるべきなのかどうか、ピカードには分からなかった。彼に出来るのは、「我々に裁きを下す権限はない。罪を悔いながら生きていくことだ」と諭し、惑星に戻ってまたリションと暮らすように勧めることだけだった。
ケビンは無言で頷くと、静かにエンタープライズから去って行った。